# Jewel Staite

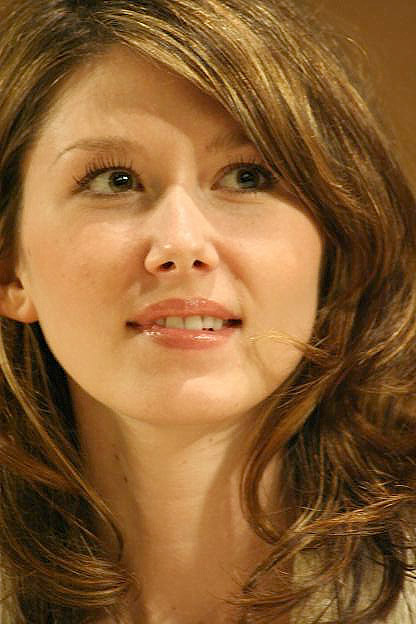
Jewel Staite

Jewel Staite (n. 2 iunie 1982, White Rock⁠(d), British Columbia, Canada) este o actriță canadiană.

## Filmografie

### Film
| An   | Titlu                                     | Rol                   | Note            |
| ---- | ----------------------------------------- | --------------------- | --------------- |
| 1995 | Gold Diggers: The Secret of Bear Mountain | Samantha              |                 |
| 1996 | Carpool                                   | Actriță de telenovelă |                 |
| 2002 | Cheats                                    | Teddy Blue            |                 |
| 2005 | Serenity                                  | Kaylee                |                 |
| 2009 | After Dusk They Come                      | Liz                   | Direct pe video |
| 2011 | The Pact                                  | Anna                  | Scurtmetraj     |
| 2015 | She Who Must Burn                         | Margaret              | [ 2 ]           |
| 2015 | 40 Below and Falling                      | Kate Carter           | [ 3 ]           |
| 2015 | How to Plan an Orgy in a Small Town       | Cassie Cranston       | [ 4 ]           |

### Televiziune
| An        | Titlu                                  | Rol                           | Note                                                                |
| --------- | -------------------------------------- | ----------------------------- | ------------------------------------------------------------------- |
| 1991      | Posing: Inspired by Three Real Stories | Jennifer Lanahan              | Film TV                                                             |
| 1992      | The Odyssey                            | Labelia                       | Episodul: "The Believers"                                           |
| 1993      | Liar, Liar                             | Dorianna                      | Film TV; transmis in SUA ca Liar, Liar: Between Father and Daughter |
| 1993      | The Only Way Out                       | Alexandra Carlisle            | Film TV                                                             |
| 1994      | The Odyssey                            | Labelia                       | Episodul: "The Prophecy"                                            |
| 1994      | Are You Afraid of the Dark?            | Kelly                         | Episodul: "The Tale of Watcher's Woods"                             |
| 1995      | Are You Afraid of the Dark?            | Cody                          | Episodul: "The Tale of the Unfinished Painting"                     |
| 1995      | The X-Files                            | Amy Jacobs                    | Episodul: "Oubliette"                                               |
| 1996      | The Prisoner of Zenda, Inc.            | Theresa                       | Film TV                                                             |
| 1996      | Space Cases                            | Catalina                      | Rol principal (sezonul 1)                                           |
| 1996–1997 | Flash Forward                          | Rebecca "Becca" Fisher        | Rol principal                                                       |
| 1997–1999 | Honey, I Shrunk the Kids: The TV Show  | Tiara VanHorn                 | Rol secundar, 5 episoade                                            |
| 1998–2001 | Da Vinci's Inquest                     | Gabriella Da Vinci            | Rol secundar, 13 episoade                                           |
| 1999      | So Weird                               | Callie Snow                   | Episodul: "Siren"                                                   |
| 1999      | Sabrina: The Animated Series           | N/A                           | Rol de voce, 4 episoade                                             |
| 1999      | Nothing Too Good for a Cowboy          | Sally Prentiss                | Episodele: "Happy Trails", "Fools for Love"                         |
| 2000      | Higher Ground                          | Daisy Lipenowski              | Rol principal                                                       |
| 2001      | The Immortal                           | Danielle Jenkins              | Episodul: "Learning Curve"                                          |
| 2001      | 2gether: The Series                    | Josie                         | Episodul: "Kiss"                                                    |
| 2001      | Seven Days                             | Molly                         | Episodul: "Empty Quiver"                                            |
| 2002      | Roughing It                            | Susan Olivia Clemens          | Film TV                                                             |
| 2002      | Damaged Care                           | Bryanna (15–20 ani)           | Film TV                                                             |
| 2002      | Beyond Belief: Fact or Fiction         | Carly / Shannon               | Episodul: "The Fine Line"                                           |
| 2002      | Just Deal                              | Laurel                        | Rol secundar, 8 episoade                                            |
| 2002–2003 | Firefly                                | Kaylee Frye                   | Rol principal                                                       |
| 2003      | Dead Like Me                           | Goth Girl                     | Episodul: "Rest in Peace"                                           |
| 2004      | Huff                                   | Carolyn                       | Episodul: Pilot                                                     |
| 2004      | Cold Squad                             | Thora Andrews                 | Episodul: "Girlfriend in a Closet"                                  |
| 2004      | Wonderfalls                            | Heidi Gotts                   | Rol secundar, 4 episoade                                            |
| 2005      | Widow on the Hill                      | Jenny Cavanaugh               | Film TV                                                             |
| 2005      | Stargate Atlantis                      | Ellia                         | Sez. 2/Ep. 7, "Instinct"                                            |
| 2007–2009 | Stargate Atlantis                      | Jennifer Keller               | Rol secundar (sez. 4); rol principal (sez. 5); 33 episoade          |
| 2010      | Mothman                                | Katharine Grant               | Film TV                                                             |
| 2010      | Warehouse 13                           | Loretta                       | Episodul: "Mild Mannered"                                           |
| 2010      | Call Me Mrs. Miracle                   | Holly                         | Film TV                                                             |
| 2011      | Doomsday Prophecy                      | Brook Calvin                  | Film TV                                                             |
| 2011      | Supernatural                           | Amy Pond                      | Episodul: "The Girl Next Door"                                      |
| 2012      | The L.A. Complex                       | Raquel Westbrook              | Rol principal                                                       |
| 2012–2013 | Animism: The Gods' Lake                | Melody Ravensfall             | Rol principal de voce                                               |
| 2013      | The Listener                           | Lori Black                    | Episodul: "Blast from the Past"                                     |
| 2013      | The Christmas Ornament                 | Jenna                         | Film TV                                                             |
| 2013      | State of Syn                           | Annika Drake                  | Scurtmetraj TV, 6 episoade                                          |
| 2013–2014 | The Killing                            | Caroline Swift                | Rol secundar, 11 episoade                                           |
| 2015      | A Frosty Affair                        | Kate                          | Film TV                                                             |
| 2016      | Legends of Tomorrow                    | Dr. Bryce                     | Episodul: "Progeny"                                                 |
| 2016      | Castle                                 | Erin Cherloff                 | Episodul: "Much Ado About Murder"                                   |
| 2016      | Undercover Wife                        | Monica Boland                 | Film TV; alt titlu Not with His Wife                                |
| 2017      | Blindspot                              | Kiva Garen                    | Episodul: "Regard a Mere Mad Rager"                                 |
| 2017      | The Wrong Bed: Naked Pursuit           | Stella Williams               | Film TV                                                             |
| 2017      | Same Time Next Week                    | Sarah                         | Film TV                                                             |
| 2018      | The Detectives                         | Detectiv Penny Hart           | Episodul: "She Said"                                                |
| 2018      | Take Two                               | Jackie Jarvis / Angela Truman | Episodul: "About Last Night"                                        |
| 2018      | The Good Doctor                        | Stella                        | Episodul: "Two Ply (or Not Two Ply)"                                |
| 2019      | The Order                              | Renee Marand                  | Episoadele: "Homecoming, Parts One & Two"                           |
| 2019      | The Magicians                          | Phyllis                       | 4 episoade (sez. 4–5)                                               |
| 2020      | Family Law                             | Abigail Bianchi               | Rol principal                                                       |